# Fritz Laband
Friedrich Laband, detto Fritz (Hindenburg O.S., 1º novembre 1925 – Amburgo, 3 gennaio 1982) è stato un calciatore tedesco, di ruolo difensore, campione mondiale nel 1954.

## Carriera

### Club
Nato in Alta Slesia, dal 1936 al 1945 giocò con l'Hindenburg 09. Alla fine della seconda guerra mondiale, la sua famiglia fu una degli Heimatvertriebener (ted: espulsi) che dovette andare in Germania Est. Nella Repubblica Democratica Tedesca si aggregò all'Anker Wismar, con cui vinse nel 1949 il titolo di campione del Meclemburgo.
Sempre con il Wismar, giocò la DDR-Oberliga 1949-1950 prima di passare, nel 1950, ai tedeschi occidentali dell'Amburgo. Con l'HSV giocò 143 presenze prima di trasferirsi, nel 1956, al Werder Brema, con cui terminò la carriera l'anno successivo.

### Nazionale
Con la Germania Ovest poté vantare quattro presenze e fece il suo debutto contro la Svizzera il 25 aprile 1954. Sempre nello stesso anno, vinse il campionato del mondo 1954, giocando durante la rassegna le due partite contro la Turchia (4-1; 7-2) e il quarto di finale contro la Jugoslavia (2-0).
Morì a 56 anni ad Amburgo a causa di un cancro alla laringe.

## Palmarès
- Campionato mondiale: 1

Svizzera 1954